# Dornicksche Ward

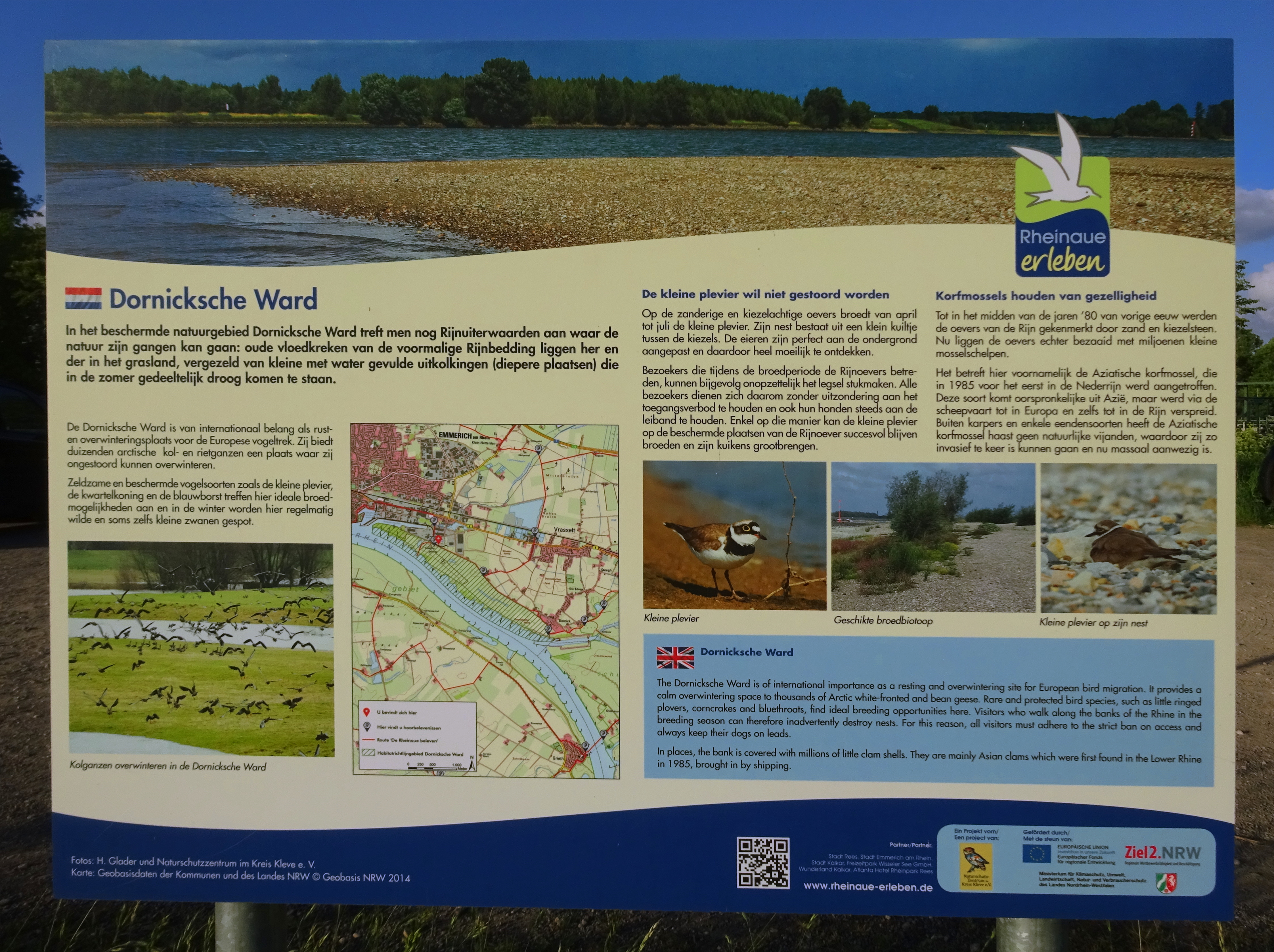
Dornicksche Ward

De Dornicksche Ward is een natuurreservaat bij Dornick in de Nederrijnse Laagvlakte in de Duitse gemeente Emmerich am Rhein. Kernen in de nabije omgeving zijn en Emmerich, Vrasselt en Dornick.
Het natuurgebied van 2.12 km² ligt op de rechteroever van de Rijn in een uiterwaard ten zuiden van de weg Emmerich - Rees. Het betreft een overstromingsgebied tussen Emmerich-Altstadt en Dornick met natte weilanden en kolken en geulen. Het is een langgestrekt weidelandschap afgewisseld met rijen knotwilgen en vloedbos. 
Het gebied is aangewezen als vogelhabitat vanwege zijn belangrijke functie als rust- en foerageergebied voor water- en weidevogels, waaronder arctische ganzen, die er in het najaar naartoe komen om te overwinteren. Vogelsoorten die er voorkomen zijn onder andere de kleine plevier, de wulp en de kwartelkoning.
De rivierbanken tussen de kribben zijn belangrijke rustzones voor trekkende vissoorten en habitat voor vissen als de kleine modderkruiper, rivierprik, Cottus gobio en bittervoorn. Zeldzame planten in het gebied: riempjes.
Voor agrarisch verkeer, fietsers en wandelaars is het gebied te bereiken en te bekijken over de Deichstraße. Een baan voor zweefvliegtuigen in Emmerich-Palmersward valt binnen het beschermde gebied. Het dijk- en waterbeheer in het gebied valt onder Deichverband Bislich-Landesgrenze.
Cultuurhistorische bezienswaardigheden in de nabije omgeving zijn onder andere het kerkje en Dornicker Mühle in Dornick, 
enkele monumentale boerderijen met vloedschuren en het natuurgebied Bienener Altrhein.

## Afbeeldingen

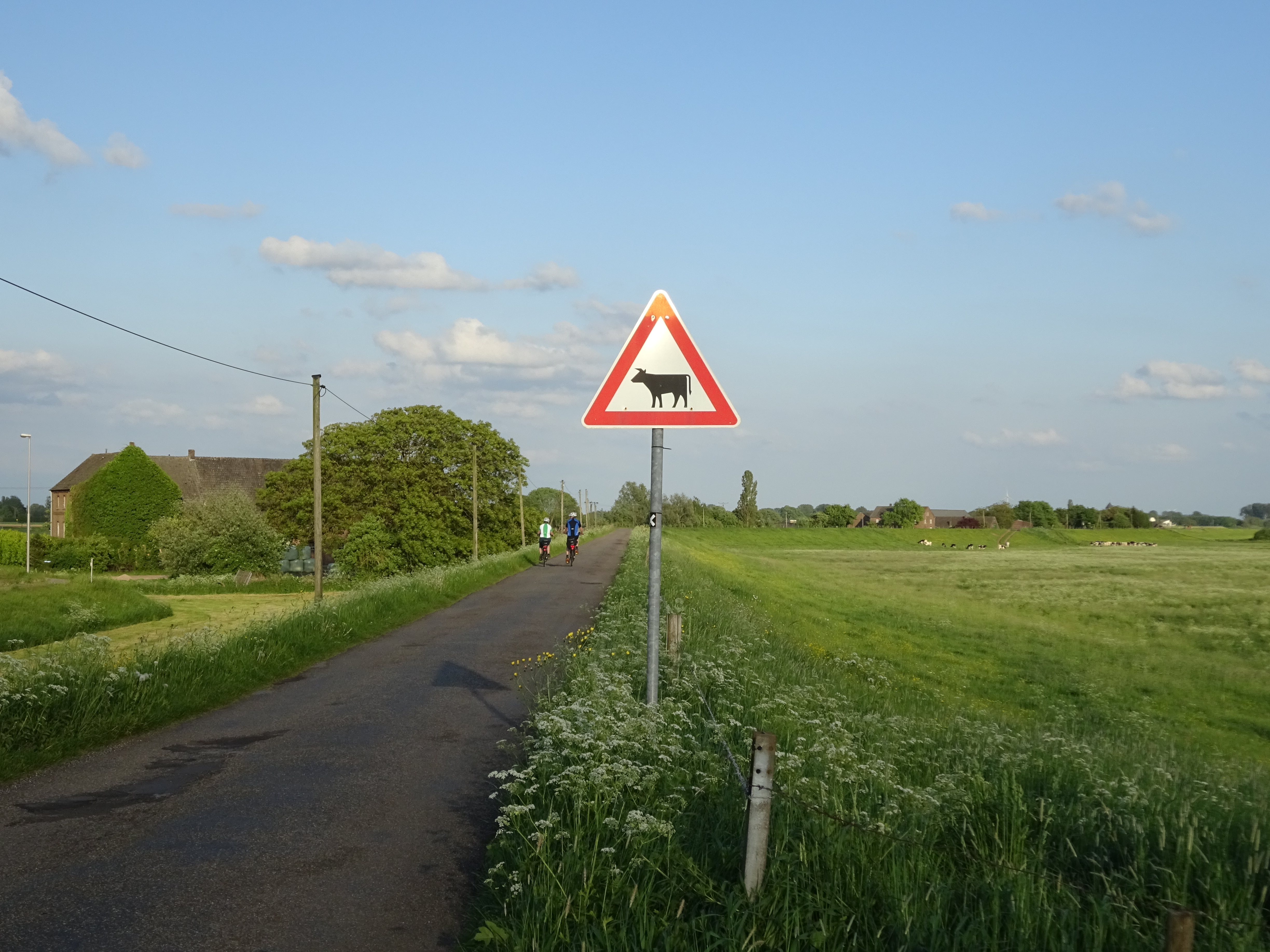
Deichstraße
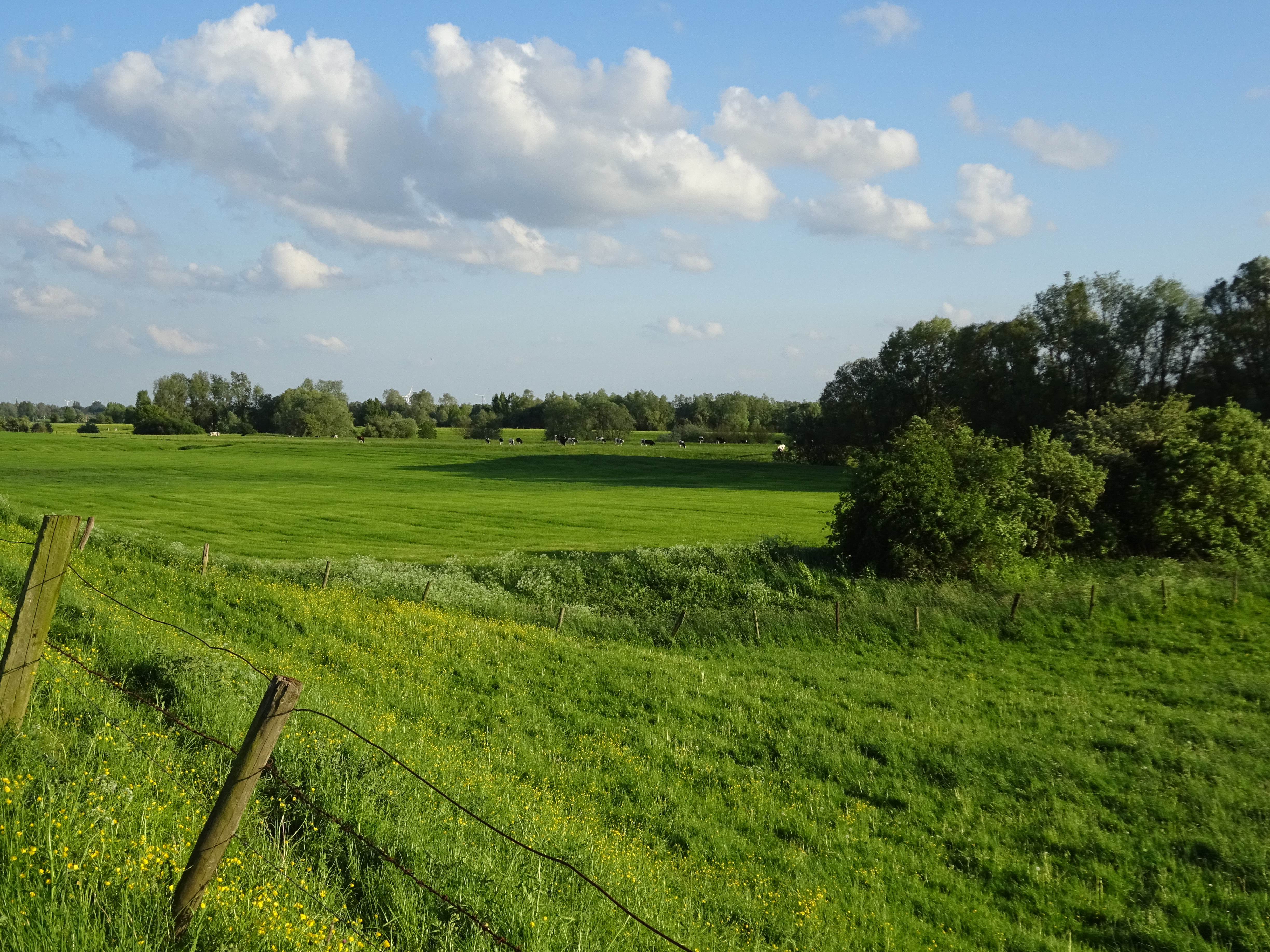
Vergezicht
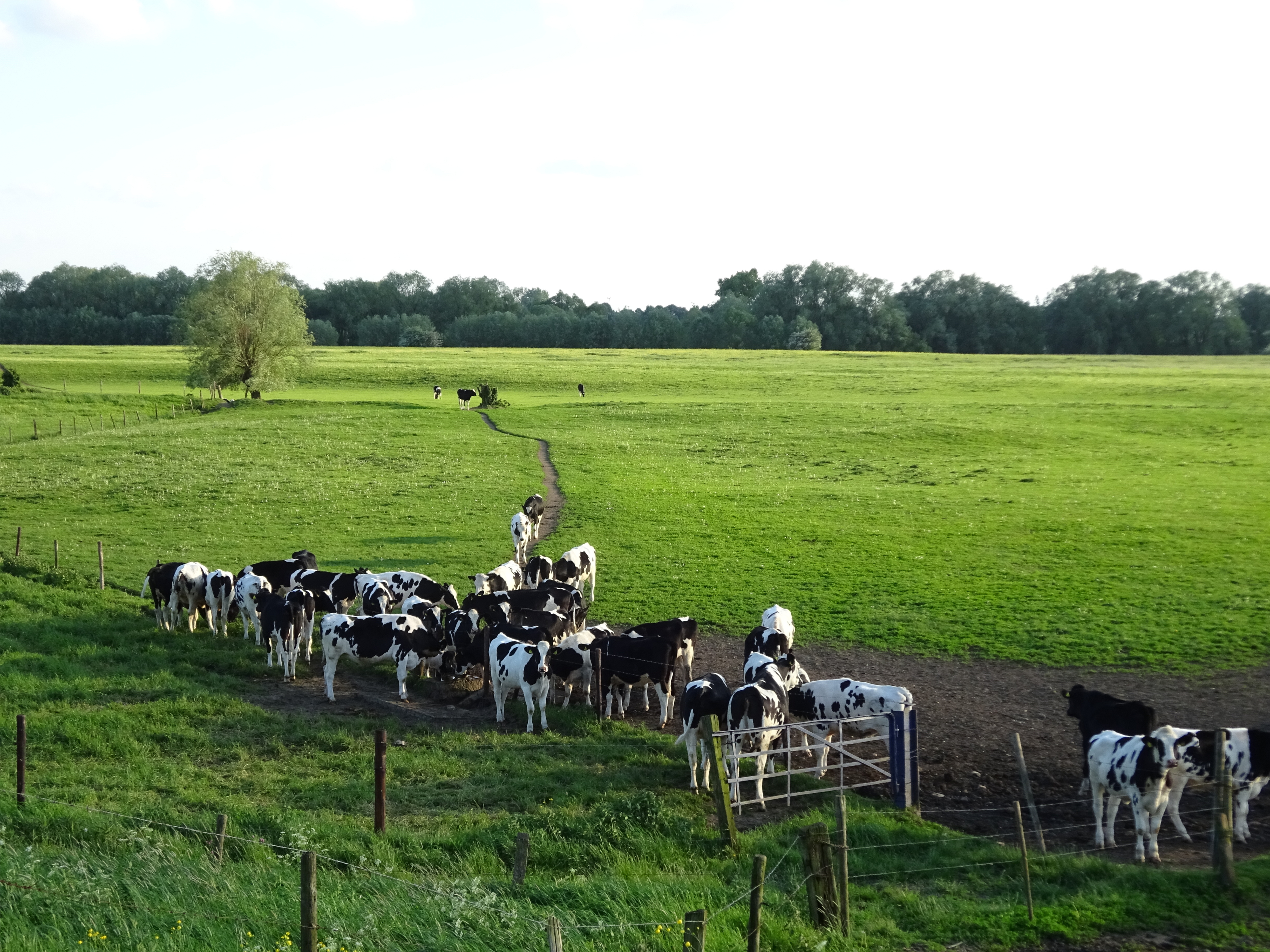
Rundvee buitendijks